# La Baraque (film, 1945)
Pour les articles homonymes, voir La Barraca.
La Baraque (en espagnol : La barraca) est un film mexicain réalisé par Roberto Gavaldón, sorti en 1945.
En juillet 1994, le film est inclus dans la liste établie par la revue Somos des 100 meilleurs films mexicains de tous les temps.

## Synopsis
Fin du XIXe siècle, dans la région de Valence en Espagne. Un paysan endetté, l'oncle Barret, perd ses terres et sa maison (la barraca). Désespéré, il finit par assassiner son créancier, don Salvador. Incarcéré, sa famille est disgraciée. Mais, les années suivantes, la propriété n'a pas été cédée car les voisins, demeurés fidèles aux Barret, l'ont interdite. Un jour, pourtant, une famille étrangère contracte un accord avec les héritiers de don Salvador pour s'installer sur ces terres. Batiste Borrull, le nouveau propriétaire, homme tenace et résolu, devra affronter l'hostilité environnante pour défendre son droit à vivre et travailler sur son domaine.

## Fiche technique
- Titre du film : La Baraque
- Titre original : La barraca
- Réalisation : Roberto Gavaldón
- Scénario : Libertad Blasco Ibáñez et Paulino Masip, d'après le roman homonyme de Vicente Blasco Ibáñez, traduit et publié en français sous le titre Terres maudites (1899).
- Photographie : Victor Herrera - Noir et blanc 1,37 : 1
- Musique : Félix Baltasar Samper, Francisco Gil
- Montage : Carlos Savage
- Décors : Francisco Marco Chillet, Vicente Petit
- Costumes : Maritza
- Production : Alfonso Sánchez Tello pour Clasa Films Mundiales
- Pays d'origine :  Mexique
- Langue originale : Espagnol
- Durée : 118 minutes
- Date de sortie : 27 mai 1945 au Mexique

## Distribution
- Domingo Soler : Batiste Borrull
- Anita Blanch : Teresa
- Amparo Morillo : Roseta
- José Baviera : Pimentó
- Luana Alcañiz : Pepeta
- Manolo Fábregas : Tonet
- Narciso Busquets : Batistet
- Manuel Noriega : Tio Tomba
- José Morcillo : don Joaquin

## Récompenses
- Ariel d'Or, meilleur film, meilleur acteur
- Ariel d'Argent du meilleur réalisateur (1946), décernés par l'Académie mexicaine des arts et des sciences cinématographiques

## Autour du film
- Grand professionnel formé à Hollywood, Roberto Gavaldón eut « une préférence pour les thématiques reflétant les conflits humains dérivés des inégalités sociales. »[2] La barraca, le premier long métrage du réalisateur, en porte la trace. Gavaldón transmet « le désespoir de personnages désemparés en des séquences émouvantes : la mort du petit Pasqualet notamment. »[3]
- Pour tourner ce film, le réalisateur fit appel à un groupe d'exilés espagnols. Il déclara ainsi : « Lorsqu'on me présenta La barraca, j'ai accepté sans hésitation, et par bonheur j'obtins avec ce film un grand succès. Les acteurs étaient à 90 % issus de la région de Valence, comme l'était aussi le musicien Samper, auteur de la partition du film. J'ai été assisté de Tito Davison, qui est intervenu dans l'adaptation avec Libertad elle-même, la fille de l'écrivain Vicente Blasco Ibáñez. »[4]. Le film fut loué par la critique de l'époque et reçut une dizaine de récompenses.